# Ayo Adesanya
Ayo Adesanya (sinh ngày 11 tháng 8 năm 1969) là tên của một nữ diễn viên, đạo diễn và là nhà sản xuất phim người Nigeria. Những bộ phim bà đóng đều ở hai ngôn ngữ là tiếng Anh và tiếng Yoruba.

## Lí lịch
Bà sinh ra và đến từ Ijebu ở bang Ogun, phía tây nam của Nigeria. Bà học ở trường St. Ann ở thành phố Ibadan, bang Oyo rồi vào học tại trường đại học Ibadan và tốt nghiệp với bằng cử nhân về truyền thông đại chúng.

## Sự nghiệp
Năm 1996, bà xuất hiện lần đầu tiên trên truyền hình trong vở Opera tên là Palace. Sau đó, bà bắt đầu đóng những bộ phim có ngôn ngữ là tiếng Yoruba, rồi đóng những bộ phim Anh ngữ.

## Đời tư
Bà kết hôn với ông Goriola Hassan và có một người con, nhưng bây giờ đã ly thân.

## Phim ảnh
Dưới đây là những bộ phim mà bà đã có mặt:
Tears in My Heart (Năm 2006)
Tears in My Heart 2 (Năm 2006)
Otelemuye (Năm 2005)
Otelemuye 2 (Năm 2005)
Otelemuye (Năm 2005)
Dark Secret (Năm 2004)
Dark Secret 2 (Năm 2004)
Contractors (Năm 2003)
Contractors 2 (Năm 2003)
Gbokogboko (Năm 2003)
Mother's Help (Năm 2003)
Throwing Stones (Năm 2003)
What I Want (Năm 2003)
Dangerous Babe (Năm 2003)
Expensive Plot (Năm 2001)
Fire Dancer (Năm 2001)
Fire Dancer 2 (Năm 2001)
On Holiday (Năm 2001)
Saving Alero (Năm 2001)
Oduduwa (Năm 2000)
Oduduwa 2 (Năm 2000)
Camouflage (Năm 1999)
Hooligans (Năm 1999)
Most Wanted (Năm 1998)
Most Wanted 2 (Năm 1998)